# Phyllidiopsis shireenae
Espèce
Phyllidiopsis shireenae est une espèce de nudibranches de la  famille des Phyllidiidae.

## Distribution
Cette espèce se rencontre dans la zone tropicale Indo/Ouest-Pacifique.

## Habitat
Son habitat correspond à la zone récifale externes ainsi que sur les platiers jusqu'à 30 m de profondeur.

## Description

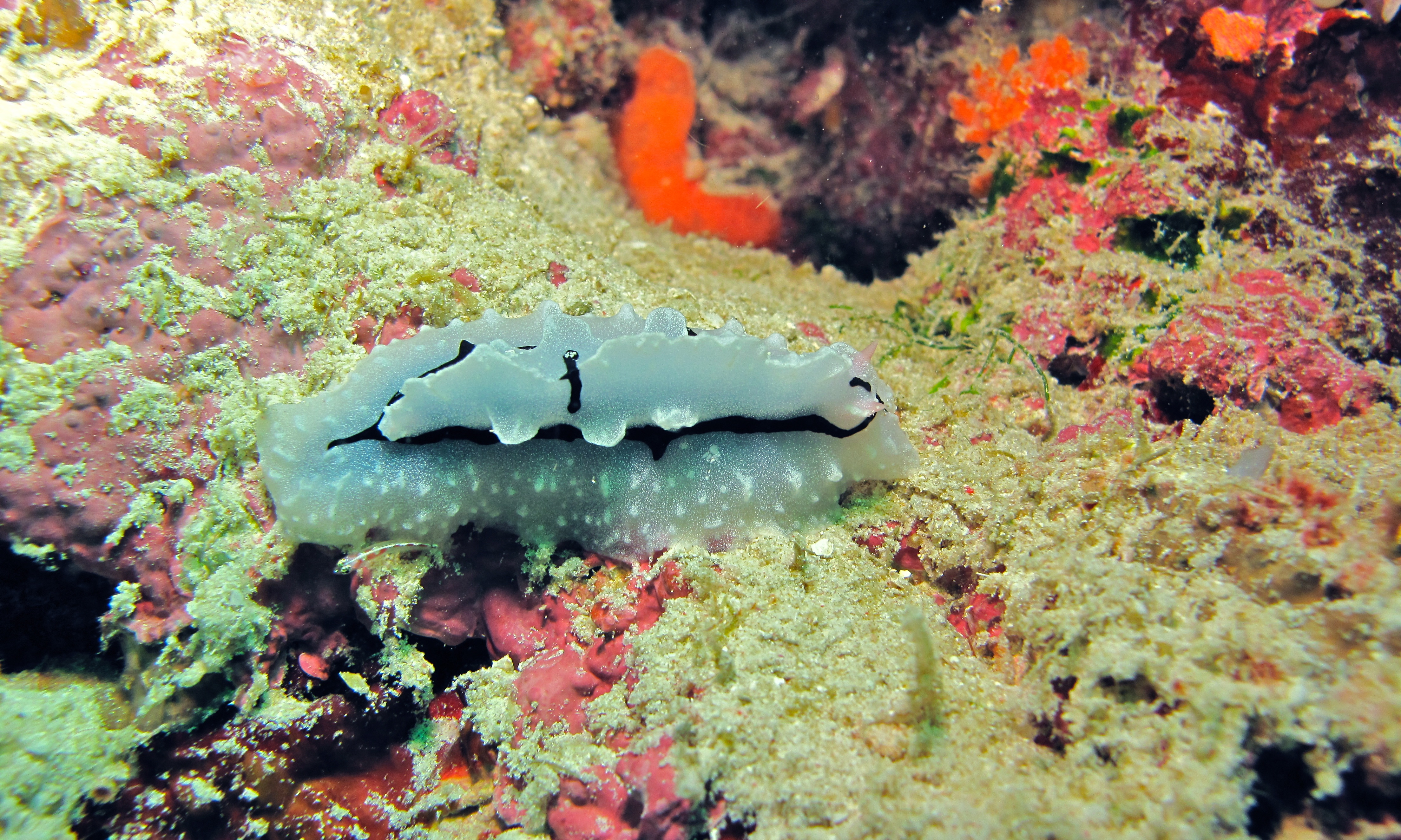
Phyllidiopsis shireenae (Sabah, Malaisie).

Cette espèce peut mesurer jusqu'à 11 cm.
Le corps est allongé et limaciforme.
Le manteau a une teinte de fond rose à gris-bleu avec une intensité de couleur variable d'un spécimen à l'autre.
La surface du corps est garnie de petits tubercules de la teinte du corps de l'animal mais le caractère le plus significatif est la "grande" crête longitudinale au centre du manteau.
Une ligne noire entoure cette crête médiane en passant devant les rhinophores avec un certain nombre de traits noirs perpendiculaires sur la bordure périphérique du manteau.
Les rhinophores sont lamellés, rétractiles et de teinte rose chez les spécimens à dominante rosâtre et orange saumon chez les individus gris-bleu.

## Éthologie
Cette Phyllidie est benthique et diurne.

## Alimentation
Phyllidiopsis shireenae se nourrit exclusivement d'éponges.

## Systématique
Le nom valide complet (avec auteur) de ce taxon est Phyllidiopsis shireenae Brunckhorst (d), 1990,.

## Publication originale
- (en) D. J. Brunckhorst, « Description of a New Species of Phyllidiopsis Bergh (Nudibranchia: Phyllidiidae) from the Tropical Western Pacific, with Comments on the Atlantic Species », Journal of Molluscan Studies, OUP et Malacological Society of London, vol. 56, no 4,‎ 1990, p. 577-584 (ISSN 0260-1230 et 1464-3766, DOI 10.1093/MOLLUS/56.4.577).